# Morada Nova de Minas
Morada Nova de Minas – miasto i gmina w Brazylii, w stanie Minas Gerais. Znajduje się w mezoregionie Central Mineira i mikroregionie Três Marias.